# Česko-německá obchodní a průmyslová komora
Česko-německá obchodní a průmyslová komora (ČNOPK) se sídlem v Praze je německá zahraniční hospodářská komora. Zastřešující organizací je Německý sněm obchodních a průmyslových komor (DIHK). V ČNOPK pracuje kolem 40 zaměstnanců a se 680 dobrovolnými členy je největší bilaterální hospodářskou komorou v České republice. K ČNOPK patří 100% dceřiná společnost AHK Services s.r.o.

## Historie
ČNOPK byla založena v roce 1993 jako nástupce Delegace německého hospodářství v České republice. Tehdy čítala 191 členských firem, do roku 1998 se tento počet zdvojnásobil. V následujícím roce se ČNOPK přestěhovala do prostor na Václavském náměstí v Praze. V roce 2010 byla založena AHK Services s.r.o., 100% dceřiná společnost ČNOPK. O rok později byla podepsána dohoda s Obchodní a průmyslovou komorou Regensburg o otevření společné regionální kanceláře v Plzni. V roce 2018 slaví komora 25. výročí svého vzniku.

## Organizační struktura
Nejvyšším orgánem ČNOPK je členská schůze, která volí jedenáct členů představenstva. Řádná členská schůze se koná jednou ročně. Současným prezidentem ČNOPK je Milan Šlachta (reprezentant Bosch Group v Česku a na Slovensku). Běžnou činnost komory řídí Bernard Bauer, výkonný člen představenstva ČNOPK.

## Funkce
ČNOPK propojuje český a německý byznys a podporuje hospodářskopolitickou spolupráci obou zemí. Prostřednictvím své dceřiné společnosti AHK Services s.r.o. nabízí služby šité na míru a pomáhá při vstupu na český a německý trh. Z pověření německého ministerstva hospodářství nabízí českým a německým firmám rozsáhlou síť kontaktů a zastupuje jejich zájmy při komunikaci s politiky a veřejností.

### Oficiální zastoupení německého hospodářství
Zahraniční hospodářské komory jsou z pověření Spolkové republiky Německo centrálními aktéry při podpoře německého zahraničního obchodu. Zastupují německé hospodářské zájmy v hostitelských zemích, informují o Německu a propagují ho.

### Členská organizace
Zahraniční hospodářské komory kolem sebe koncentrují firmy, které se aktivně podílejí na bilaterálních obchodních vztazích. Právě tito členové jim propůjčují hlas, když před politikou, ekonomikou a správními orgány obhajují podporu bilaterálních obchodních vztahů. Členové se pravidelně schází na různých akcích. Největší oblibě se těší Jour fixe, Speed Business Meeting, Letní slavnost ČNOPK nebo Oktoberfest v Praze.

### Poskytovatel služeb pro firmy
ČNOPK podporuje prostřednictvím AHK Services s.r.o české a německé firmy při vstupu na sousední trh a poskytuje tyto služby:
podpora odbytu a průzkum trhu | založení společnosti | poradenství investorům & právo | daňové poradenství & účetnictví | HR management | odborné vzdělávání | veletrhy | inzerce & komunikace | specializované poradenství

## TopTémata (témata roku)
ČNOPK sleduje nejnovější trendy v obou zemích a svými TopTématy (dříve tématy roku) se aktivně zaměřuje na oblasti, které mají velký potenciál pro česko-německou ekonomickou spolupráci.
- Energetická efektivita & mobilita (2011)
- Společně pro kvalifikovanou pracovní sílu a inovaci (2012)
- 20 let česko-německých hospodářských vztahů – 20 let ČNOPK (2013)

- Výzkum a vývoj - zaostřeno na budoucnost (2014)

- Průmysl 4.0 – rEvoluce probíhá (2015)

- Connect Visions to Solutions – Startup Award (od roku 2016)

- Inteligentní infrastruktura (2017 a 2018)
- Umělá inteligence (2019)
- Udržitelnost a založení platformy #PartnersForSustainability (2020 a 2021)

## Zastoupení
ČNOPK zastupuje různé organizace a instituce v České republice a Německu:
| Veletržní společnosti                                           | Zastoupení spolkových zemí | Další zastoupení                                                                                       |
| --------------------------------------------------------------- | --- | --- |
| - Veletrhy Brno, a.s. - Messe Berlin - Spielwarenmesse Nürnberg | - Delegace Bavorského hospodářství v České republice - Zmocněnec pro saské hospodářství z pověření Společnosti na podporu hospodářství Saska | - Německá turistická centrála - Germany Trade and Invest - Bayern Handwerk International - Landbell AG |